# Blatenský vrch
Blatenský vrch (1043 m) je hora v Krušných horách v katastrálním území obce Potůčky zhruba 1,5 km severovýchodně od města Horní Blatná v Karlovarském kraji. Na západním úbočí vrchu se nachází přírodní památka Vlčí jámy. Západním a severním úbočím protéká Blatenský vodní příkop. Na vrcholu stojí rozhledna a televizní převaděč.

## Stavby na vrcholu

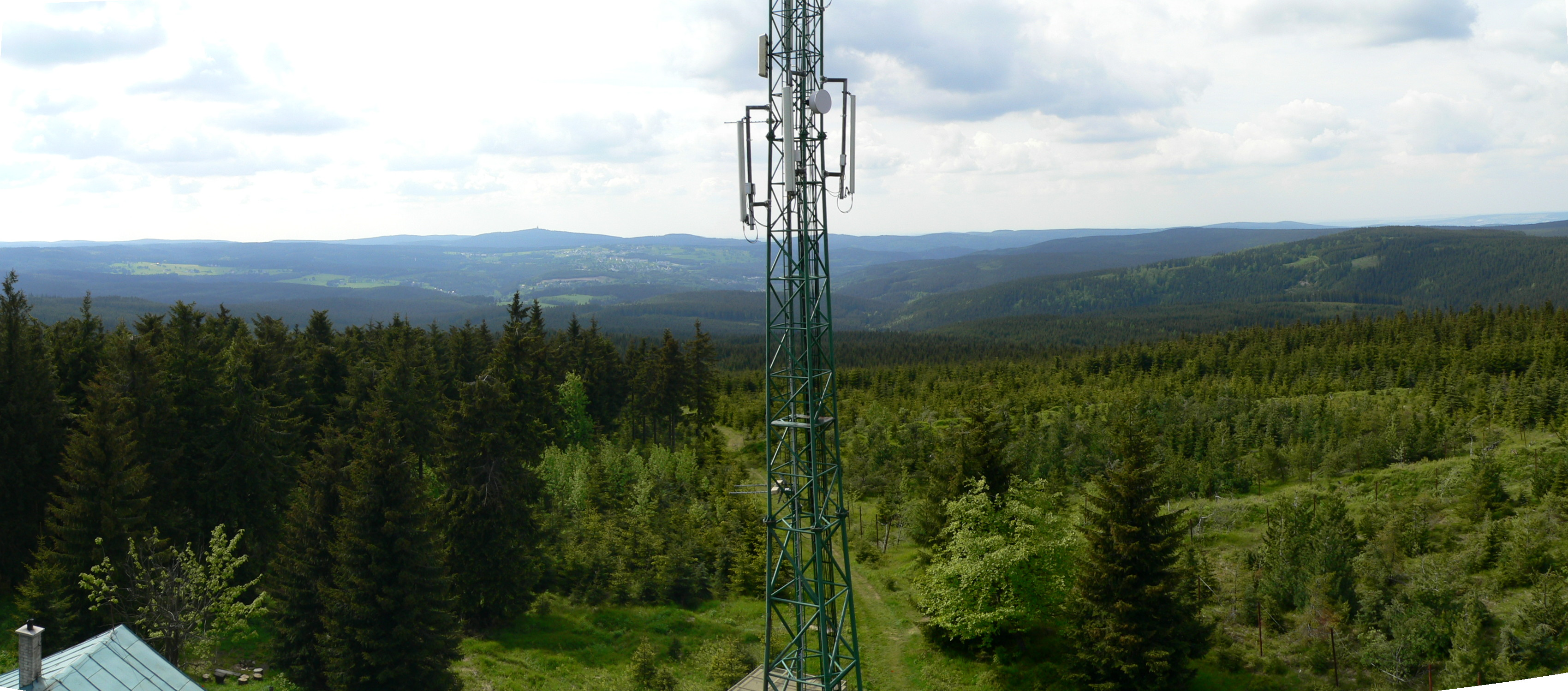
Výhled z rozhledny

Nejstarší stavbou na Blatenském vrchu je rozhledna, která pochází z roku 1913. Za svůj vznik vděčí Spolku pro zimní sporty, působícímu tehdy v nedalekém městečku Horní Blatná, jehož členové měli velké ambice přeměnit okolí na centrum turistiky a sportu. Požádali známého chebského architekta Karla Matusche o vypracování projektu hotelu s rozhlednou, spojujícího v sobě možnosti ubytování, stravování a vyhlídky do kraje. Stavba horské chaty s rozhlednou byla zahájena v létě roku 1912 a první návštěvníky uvítaly 5. července 1913, ještě před zahájením zimní sezóny. Při této příležitosti byla věž hotelu slavnostně pokřtěna jménem rakouské arcivévodkyně Zity. V poválečném období připadl objekt pohraničníkům. Ti jej zanechali v takovém stavu, že musela být chata zbourána a zůstala samotná rozhledna. O ní se již řadu let dobrovolně starají ochránci přírody, kteří mají na Blatenském vrchu také svojí chatu.

## Přístup
Blatenský vrch je přístupný z několika směrů:
- po červené značce od silnice mezi Horní Blatnou a Božím Darem. Od rozcestí Pod Blatenským vrchem je vrchol asi 700 m severozápadně.
- po naučné stezce ze severního části Horní Blatné okolo Vlčích jam (1 km)
- po žluté značce z Potůčků, kterou kopíruje i modrá cyklotrasa č. 2001 (asi 6 km s převýšením přes 400 m)